# Vogtländisches Freilichtmuseum Eubabrunn

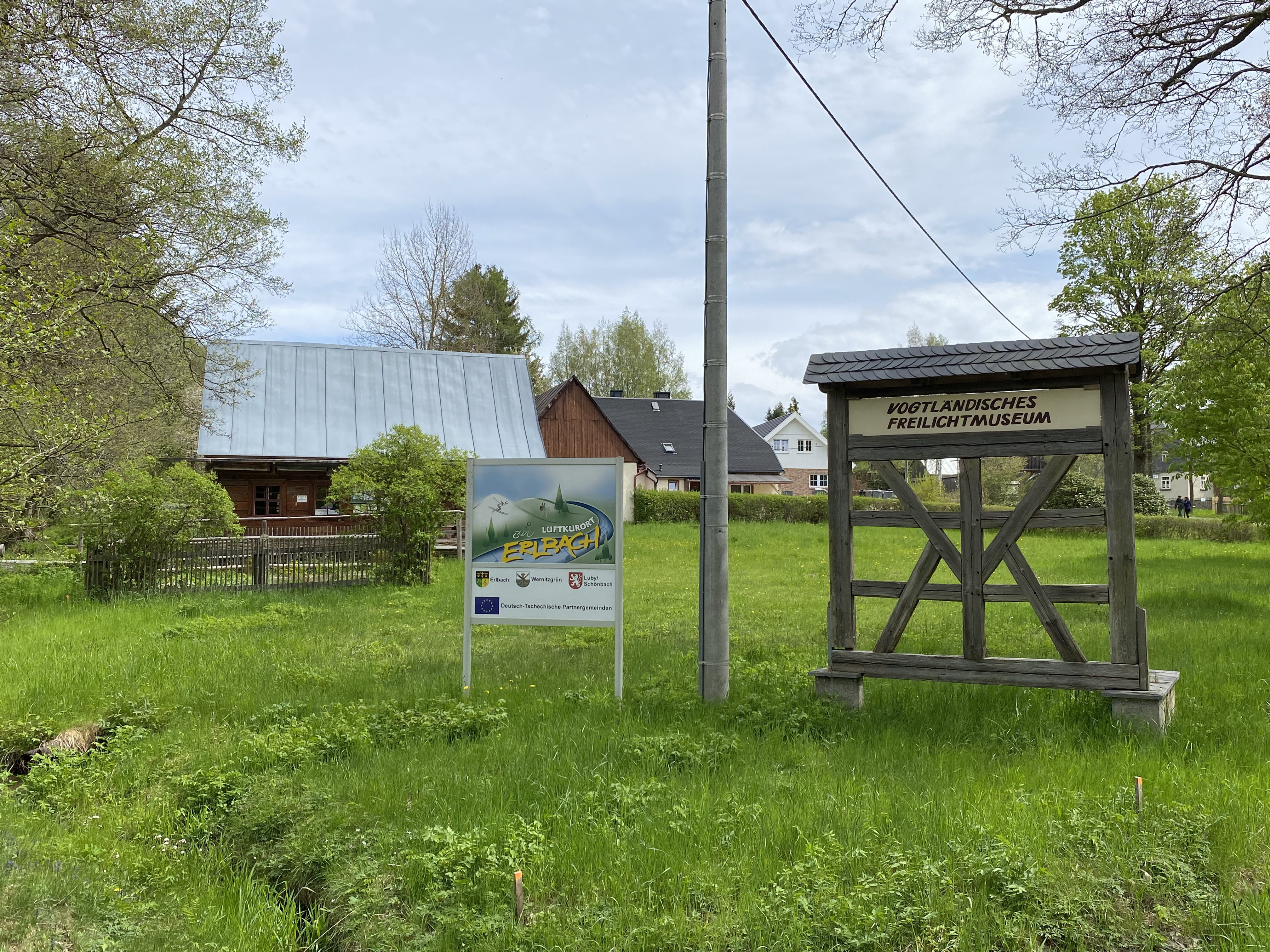
Beschilderung am Eingangsbereich (2021)

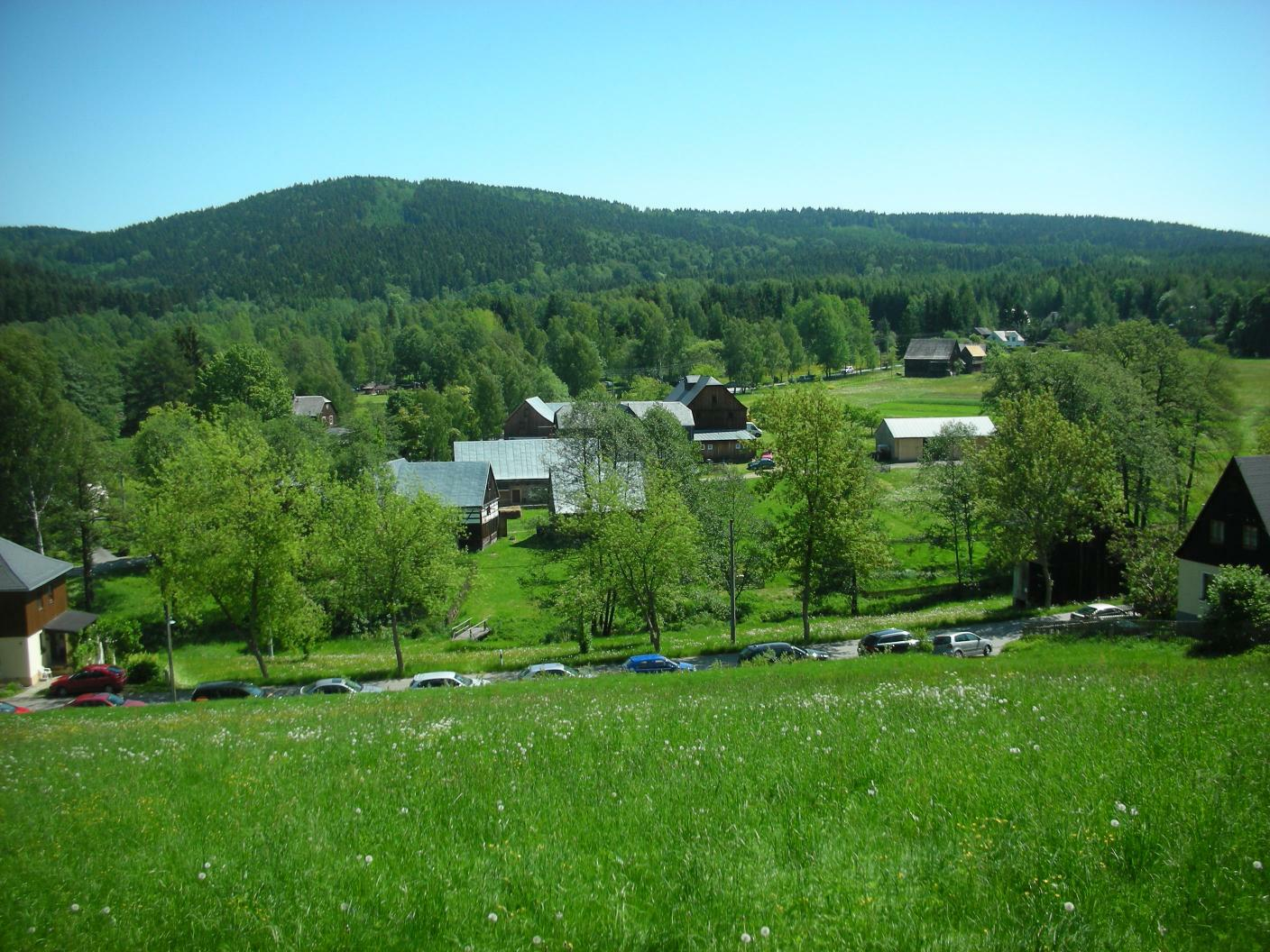
Blick auf das Museumsareal

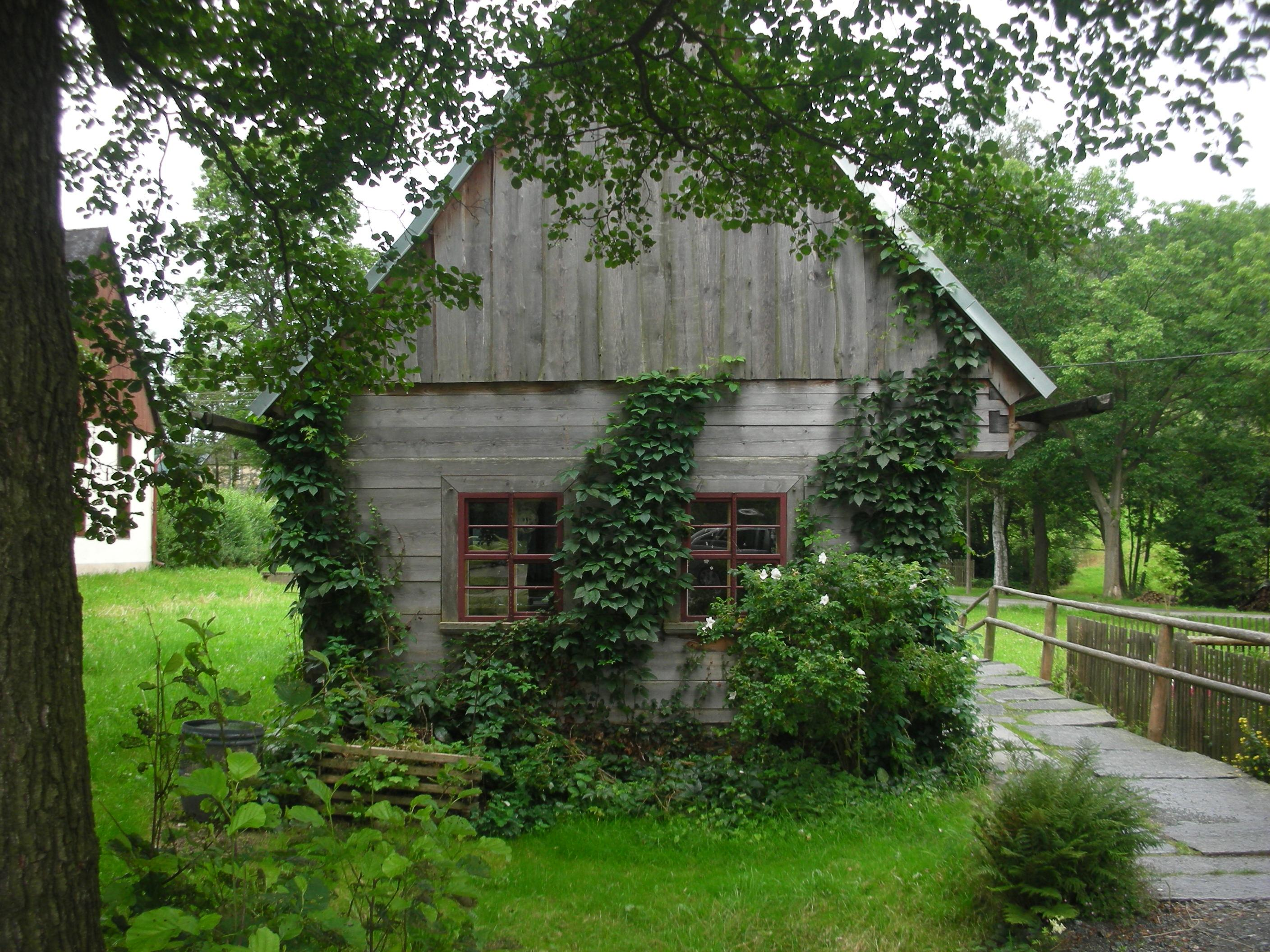
Eingang zum Vogtländischen Freilichtmuseum Eubabrunn

Das Vogtländische Freilichtmuseum Eubabrunn widmet sich seit seiner Gründung im Jahre 1992 der Sammlung und Darstellung vogtländischer Landeskultur, besonders auf dem Gebiet der Landwirtschaft und damit eng verbundenen Erwerbs- und Kulturtätigkeiten. Das ausgedehnte Museumsareal befindet sich an der Waldstraße im Ortsteil Eubabrunn der Gemeinde Markneukirchen im Vogtlandkreis. Die Museumseinrichtung wird seit Mai 2002 von einem Förderverein unterstützt und von der Vogtland Kultur GmbH in Reichenbach im Vogtland getragen. Im November 1995 öffnete das Museum für die Besucher. Seit dem Jahr 2019 bildet es mit dem Museum in Landwüst einen Museumsverbund.

## Beschreibung
In der Talaue des Hennebaches werden seit der Museumsgründung schrittweise typische Bauten der dörflichen Architektur des südlichen Vogtlandes nach ihrem fachgerechten Rückbau andernorts hier neu aufgebaut. Inzwischen gibt es auf der etwa 4 Hektar großen Freilandfläche 18 Baulichkeiten aus dem Zeitraum von 1720 bis 1830. Neben verschiedenen Wohn-, Scheunen- und Stallgebäuden steht hier auch ein Gasthof mit historischer Inneneinrichtung, der den Museumsbesuchern auch als Raststätte zur Verfügung steht. Die Kasse und der Museumsshop befinden sich in einem historischen Holzgebäude.
Zu den Aktivitäten im Jahresverlauf gehören museumspädagogische Angebote für Kinder und Jugendliche, bei denen landwirtschaftliche Arbeiten spielerisch erfahrbar gemacht werden sollen. Ferner gibt es Veranstaltungen zu Osterbräuchen und den bäuerlichen Aufgaben während der Erntezeit. Der Umgang mit wichtigen Agrarprodukten steht hierbei im Blickfeld der musealen Veranstaltungsangebote. Wie die Arbeiten eines Bauernanwesens im Winter verlaufen sowie etwas über die regionalen Weihnachtsbräuche kann mit Hilfe des Freilichtmuseums erkundet werden. Im Veranstaltungsprogramm befinden sich Vorführungen zu fast vergessenen haus- und handwerklichen Tätigkeiten, beispielsweise das Dengeln von Sensen, die Herstellung von Strohseilen oder Quirle schnitzen.
Zudem gibt es folgende Ausstellungsthemen:
- Agrarreformen des 19. Jahrhunderts und ihre Folgen für das Vogtland,
- Anfänge Landwirtschaftlicher Produktionsgenossenschaften (LPG) im südlichen Vogtland,
- dörfliches Musikwesen,
- Elektrifizierung in der Landwirtschaft,
- Feuerwehrgeschichte,
- Fleischerhandwerk,
- Milchhäuschen,
- Schafzucht als Grundlage der Saitenherstellung,
- Transport, Stellmacherhandwerk, Wanderschaft,
- vogtländische Trachten.

## Verkehrsanbindung
Das Freilichtmuseum ist über die von Erlbach nach Wernitzgrün führende Schönbacher Straße zu erreichen. Am Museumsgelände gibt es einen PKW-Parkplatz.